# Donetes (pel·lícula de 1949)
|  | Aquest article tracta sobre Donetes (pel·lícula de 1949). Vegeu-ne altres significats a «Donetes». |

Donetes (títol original en anglès Little Women) és una pel·lícula estatunidenca dirigida per Mervyn LeRoy estrenada el 1949, remake de la versió de George Cukor de 1933 i, al seu torn, adaptació de la novel·la homònima de Louisa May Alcott de 1868. Aquesta pel·lícula ha estat doblada al català.

## Argument
Donetes és la història de quatre noies, Margaret (Meg), Joséphine (Jo), Elisabeth (Beth) i Amy o Amie. Viuen als Estats Units amb la seva mare i una fidel criada anomenada Hannah. Pertanyen a la classe mitjana de la societat. La història passa durant la guerra de Secessió. El seu pare, nordista, és al front.

## Repartiment
- June Allyson: Josephine "Jo" March
- Elizabeth Taylor: Amy March
- Janet Leigh: Margareth "Meg" March
- Margaret O'Brien: Elizabeth "Beth" March
- Mary Astor: Abigail "Marmee" March
- Peter Lawford: Théodore "Laurie" Laurence
- Rossano Brazzi: Friedrich Bhaer
- Lucile Watson: Tia March
- C. Aubrey Smith: Mr Laurence
- Ellen Corby: Sophie
- Leon Ames: Mr March
- Connie Gilchrist: Mme Kirke
- Harry Davenport: Doctor Barnes

## Premis i nominacions[calcitació]
- 1950 - Oscar a la millor direcció artística per Cedric Gibbons, Paul Groesse, Edwin B. Willis, Jack D. Moore
- 1950 - Nominació a l'Oscar a la millor fotografia per Robert Planck, Charles Schoenbaum